# Ángel Luis Andreo
Ángel Luis Andreo Gabán (Madrid, 3 december 1972) is een voormalig Spaanse waterpoloër.
Ángel Luis Andreo nam viermaal deel aan de Olympische Spelen, in 1996, 2000, 2004 en 2008. Hij eindigde met het Spaanse team in 1996 op de eerste plaats.

## Clubs
- Club Encinas de Boadilla ( -1991) ( ESP)
- Club Natació Barcelona (1991-92) ( ESP)
- Club Natación Ondarreta Alcorcón (1992-93) ( ESP)
- Real Canoe Natación Club (1993-94) ( ESP)
- Club Natació Montjuïc (1994-97) ( ESP)
- Club Natació Atlètic Barceloneta (1997-2005) ( ESP)
- Waterpolo Pla-Za Zaragoza (2005-08) ( ESP)
- Club Natació Sant Andreu (2008-10) ( ESP)
- Club Natació Catalunya (2010-¿?) ( ESP)

Josep María Abarca · 
Ángel Luis Andreo · 
Daniel Ballart · 
Manuel Estiarte · 
Pedro García · 
Salvador Gómez · 
Iván Moro · 
Miguel Ángel Oca · 
Jorge Payá · 
Sergi Pedrerol · 
Jesús Rollán · 
Jordi Sans · 
Carles Sans
Ángel Luis Andreo · 
Daniel Ballart · 
Manuel Estiarte · 
Pedro García · 
Salvador Gómez · 
Gabriel Hernández · 
Gustavo Marcos · 
Daniel Moro · 
Iván Moro · 
Sergi Pedrerol · 
Jesús Rollán · 
Javier Sánchez · 
Jordi Sans
Ángel Luis Andreo · 
Daniel Ballart · 
Xavier García · 
Salvador Gómez · 
Gabriel Hernández · 
Gustavo Marcos · 
Guillermo Molina · 
Daniel Moro · 
Iván Moro · 
Sergi Pedrerol · 
Iván Pérez · 
Jesús Rollán · 
Javier Sánchez
Iñaki Aguilar · 
Ángel Luis Andreo · 
Iván Gallego · 
Mario García · 
Xavier García · 
David Martín · 
Marc Minguell · 
Guillermo Molina · 
Iván Pérez · 
Felipe Perrone · 
Ricardo Perrone · 
Svilen Piralkov · 
Xavier Vallés